# Phyllachora pouteriae
Phyllachora pouteriae är en svampart som beskrevs av Bat. & Peres 1967. Phyllachora pouteriae ingår i släktet Phyllachora och familjen Phyllachoraceae.   Inga underarter finns listade i Catalogue of Life.